# خوسيه مانويل أوسوريو
خوسيه مانويل أوسوريو (بالإسبانية: José Manuel Osório)‏ مواليد 25 سبتمبر 1987 في غوادالاخارا، هو ملاكم محترف مكسيكي يصنف ضمن فئة وزن الريشة.

## إحصائيات
خاض خلال مسيرته 29 نزالا، فاز في 22 وتعادل في 5 وخسر في 2. فاز بالضربة القاضية في 15 نزالا.